# Arnold Jacobi

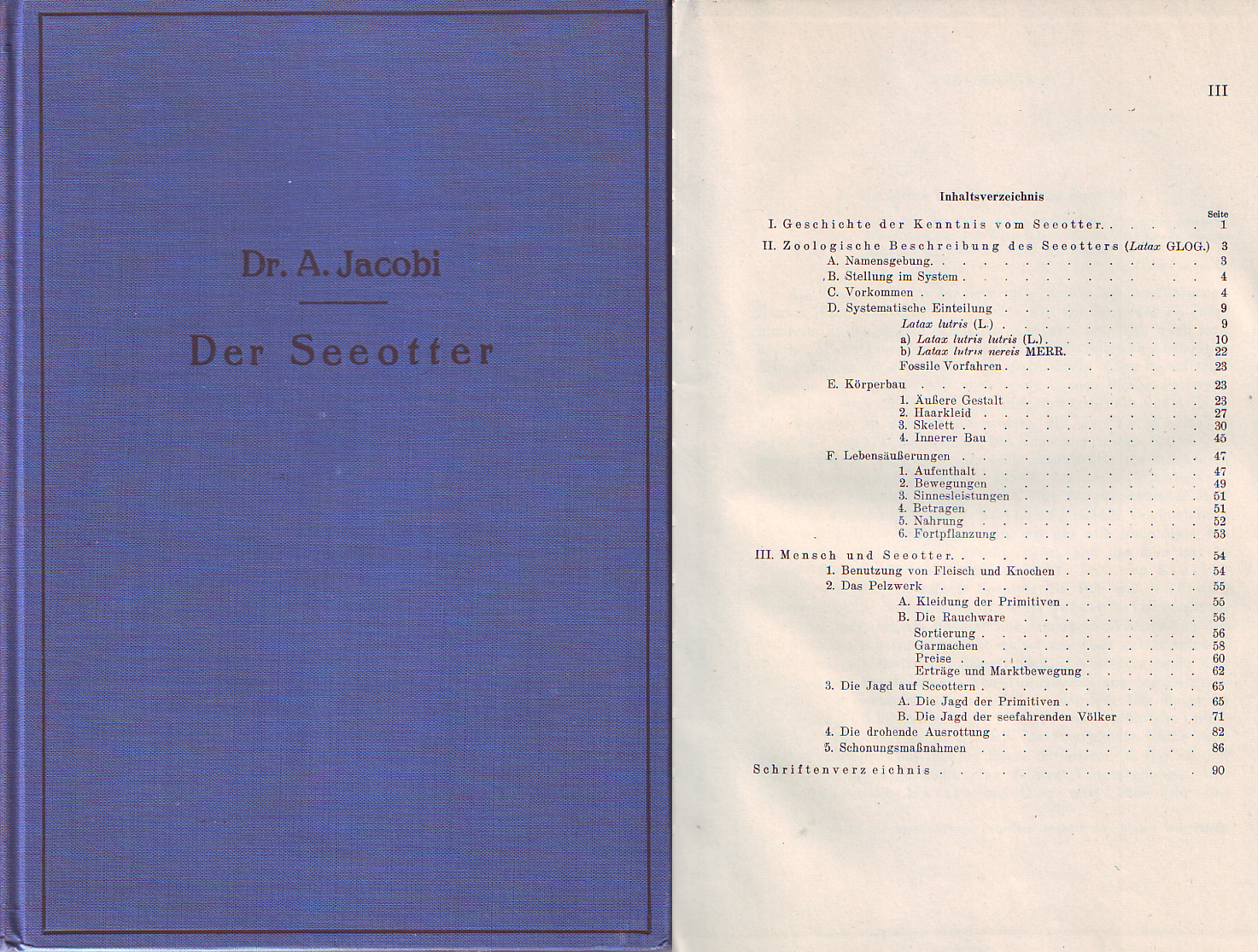
Der Seeotter, Buchdeckel und Inhaltsverzeichnis

Arnold Friedrich Victor Jacobi (* 31. Januar 1870 in Leipzig; † 16. Juni 1948 in Dresden) war ein deutscher Zoologe, Ethnograf, Ornithologe und Forschungsreisender.

## Leben
Jacobi wurde als Sohn des Philosophieprofessors Victor Jacobi in Leipzig geboren. Er lernte bis 1890 an der humanistischen Thomasschule zu Leipzig. Danach studierte er Anthropologie bei Emil Ludwig Schmidt, Zoologie bei Rudolf Leuckart und William Marshall, Geografie und Ethnografie bei Friedrich Ratzel sowie Arabische und Russische Philologie an der Universität Leipzig. Er promovierte 1896 mit einer Arbeit über Anatomische Untersuchungen an malayischen Landschnecken zum Dr. phil. Danach arbeitete er als Realschullehrer und legte 1899 das Staatsexamen für das Lehramt an Höheren Schulen ab.
Im Anschluss arbeitete er in der Biologischen Abteilung für Land- und Forstwissenschaft im Kaiserlichen Gesundheitsamt in Berlin. 1903 wurde er außerordentlicher und 1904 ordentlicher Professor für Zoologie (Nachfolger von Hinrich Nitsche) an der Forstlichen Hochschule Tharandt. Von 1906 bis 1936 war er Direktor des Königlich Zoologischen und Anthropologisch-Ethnographischen Museums zu Dresden. Außerdem war er von 1908 bis 1935 Honorarprofessor für Zoologie und Leiter der Zoologischen Sammlung an der Technischen Hochschule Dresden. Er unterzeichnete im November 1933 das Bekenntnis der Professoren an den deutschen Universitäten und Hochschulen zu Adolf Hitler.
Er war Vorsitzender der Naturwissenschaftlichen Gesellschaft ISIS zu Dresden. Jacobi brach 1908 und 1913 zu Forschungsreisen nach Lappland und auf die Kanin-Halbinsel auf. Seine wichtigen Sammlungen vergrößerten den Bestand des Völkerkundemuseums Dresden.
Jacobi verstarb 1948 in Dresden und wurde auf dem Äußeren Plauenschen Friedhof beigesetzt.

## Werke (Auswahl)
- Japanische beschalte Pulmonaten, Tokyo 1898.
- Anatomische Untersuchungen an malayischen Landschnecken, Dissertation 1899.
- Tiergeographie, Berlin 1904.
- Grundriß der Zoologie für Forstleute, Tübingen 1906.
- Mimikry und verwandte Erscheinungen, Braunschweig 1913.
- Fünfzig Jahre Museum für Völkerkunde zu Dresden, Dresden 1925.
- Der Seeotter, Leipzig 1938.